# Pax media
De Pax Media (Latijn voor Vrede tussen de media) is een begrip dat gebruikt wordt in de berichtgeving over het Vlaamse medialandschap.
De Pax Media is een stilzwijgende overeenkomst tussen de Vlaamse televisiezenders dat ze niet enkel concurrenten zijn maar ook deels collega's.
Meestal wordt met de term bedoeld dat er tussen ogenschijnlijk concurrerende mediabedrijven als de openbare omroep VRT enerzijds en privé-omroepen als VTM en VIER anderzijds afspraken bestaan om elkaar niet enkel als harde concurrenten te zien maar ook als collega's waartussen ook vriendschappelijke banden bestaan en zelfs samenwerking mogelijk is.
De term werd gebruikt door Tom Lenaerts in het Eén-programma De Pappenheimers. Hij verwees hiermee naar het tijdelijke bondgenootschap in de quiz tussen twee redacteurs van het Eén-magazine Koppen en VTM-presentator Johan Terryn. Die samenwerking was extra opvallend omdat de uitzendingen van beide partijen rechtstreeks tegenover elkaar geprogrammeerd stonden in het uitzendschema van Eén en resp. VTM.
Om de Pax Media meer bekendheid te geven probeerden de kritische mediagebruikers Bert Gabriëls en Henk Rijckaert op 27 december 2008 te verbroederen met hun VTM-collega's tijdens de VTM-Kerstparade van VTM in Blankenberge. Het verslag van die poging tot concretisering van de Pax Media was op 5 januari 2009 te zien in het Canvas-programma Zonde van de zendtijd.